# Jatrophihabitans soli
Jatrophihabitans soli es una especie de bacteria grampositiva del género Jatrophihabitans. Fue descrita en el año 2015. Su etimología hace referencia a suelo. Es aerobia e inmóvil. Tiene un tamaño de 0,5-0,6 μm de ancho por 0,9-1,4 μm de largo. Catalasa positiva y oxidasa negativa. Forma colonias blancas, convexas e irregulares en agar R2A tras 2 días de incubación. Temperatura de crecimiento entre 15-37 °C, óptima de 28-30 °C. Tiene un contenido de G+C de 72,1%. Se ha aislado del suelo en la ciudad de Boryeong, Corea del Sur. 